# Theope atima
Theope atima är en fjärilsart som beskrevs av Bates 1868. Theope atima ingår i släktet Theope och familjen Riodinidae. Inga underarter finns listade i Catalogue of Life.